# $100,000
Pour plus de détails, voir Fiche technique et Distribution.
$100,000 est un film muet américain réalisé par Frank Lloyd et sorti en 1915.

## Fiche technique
- Titre : $100,000
- Réalisation : Frank Lloyd
- Scénario : Frank Lloyd
- Production : Carl Laemmle pour Universal Film Manufacturing Company
- Genre : Film dramatique
- Date de sortie :
  - États-Unis : 2 mai 1915

## Distribution
- Frank Lloyd : Frank Edmonton
- Helen Leslie (en) : Lila Holmes
- Mildred Adams : Mrs Frank Edmonton
- May Benson : la mère de Lila